# Xenorma
Xenorma es un género de polilla de la familia Notodontidae. Contiene las siguientes especies:
- Xenorma australis Prout, 1918
- Xenorma biorbiculata  (Warren, 1909)
- Xenorma cytheris  (Druce, 1891)
- Xenorma exturbata Hering, 1925
- Xenorma grandimacula Hering, 1925
- Xenorma leucocrypta  (Dognin, 1909)
- Xenorma ovata  (Dognin, 1900)
- Xenorma pictifrons  (Warren, 1907)
- Xenorma ravida Miller, 2008